# ارباکان (ویرجینیای غربی)
ارباکان (به انگلیسی: Erbacon) یک منطقهٔ مسکونی در ایالات متحده آمریکا است که در شهرستان وبستر، ویرجینیای غربی واقع شده‌است.